# Lycoris sanguinea
Lycoris sanguinea är en amaryllisväxtart som beskrevs av Carl Maximowicz. Lycoris sanguinea ingår i släktet Lycoris och familjen amaryllisväxter.

## Underarter
Arten delas in i följande underarter:
- L. s. kiushiana
- L. s. sanguinea

## Bildgalleri

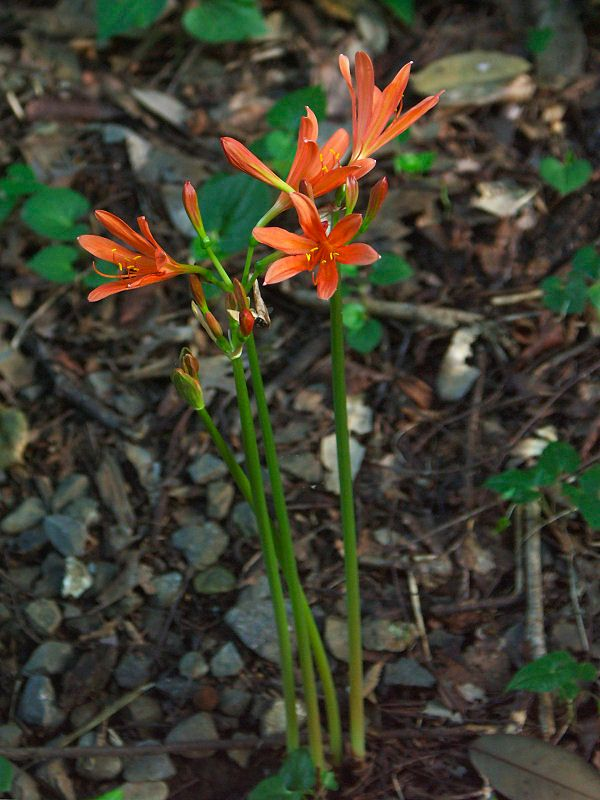
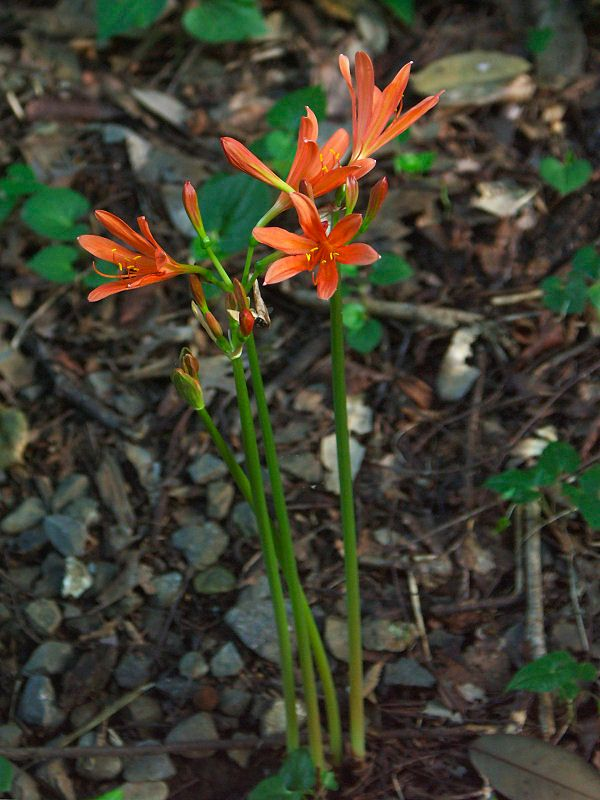